# Armadilloniscus ornatocephalus
Armadilloniscus ornatocephalus är en kräftdjursart som beskrevs av Lewis 1992. Armadilloniscus ornatocephalus ingår i släktet Armadilloniscus och familjen Detonidae. Inga underarter finns listade i Catalogue of Life.